# Intubace

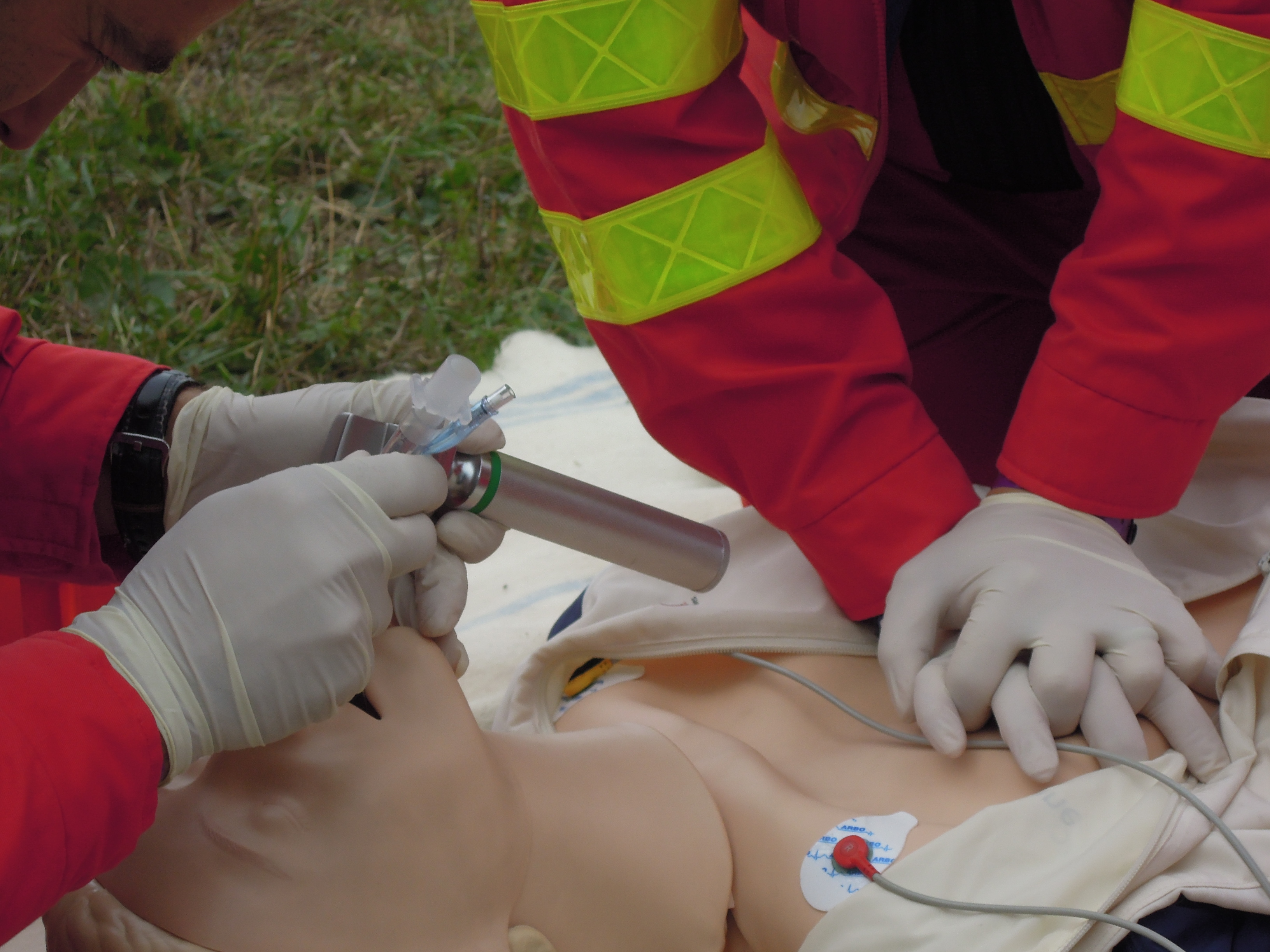
Zavádění trubice na modelu. Zde je během endotracheální intubace prováděna také kardiopulmonální resuscitace

Intubace je pojem z lékařství. Týká se zavedení trubice do vnějšího nebo vnitřního otvoru v lidském těle. Nejčastěji se termín týká tzv. tracheální intubace, která je v současnosti jedinou zcela bezpečnou metodou zajištění umělého dýchání a zabránění aspiraci (vniknutí žaludečních šťav do dýchacích cest).

## Tracheální intubace

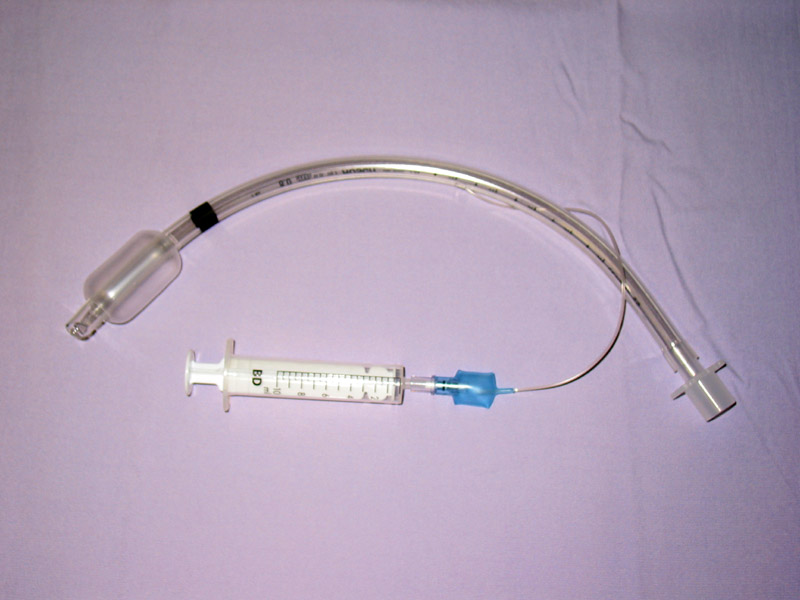
Tracheální rourka, v balonku je nasazena injekční stříkačka pro nafouknutí manžety)

Zavedení tracheální rourky (endotracheální trubice, kanyly) přes ústa či nos, hrtan, hlasivky až do průdušnice. Plastová trubička je vybavená těsnicí manžetou, která je nafukována injekční stříkačkou (přes balonek vyvedený ven).
Někdy též nazývaná endotracheální intubace má základní výhodu v utěsnění dýchacích cest. Díky tomu je možné použití přetlakového dýchání a změny polohy pacienta v bezvědomí. Tracheální intubace téměř odstraňuje riziko zatečení žaludečního obsahu do dýchacích cest. Většinou je před zavedením rourky nutné podání anestetik a svalových relaxancií.
Provést tracheální intubaci vyžaduje dlouhodobý trénink a vždy je určité riziko nesprávného zavedení do jícnu, nebo nemožnosti výkon úspěšně dokončit. Proto jsou používány i jednodušší postupy (laryngeální, nebo obličejová maska), které však nezajišťují utěsnění průdušnice.
Přes endotracheální trubici nelze dlouhodobě dýchat bez pomoci přístroje, má vysoký proudový odpor oproti normálně průchodným dýchacím cestám.

### Kdy se musí dýchací cesty zajišťovat intubací
- Rozvinutá, nebo zhoršující se porucha vědomí (včetně operace v celkové anestezii).
- Vyčerpání nadměrnou dechovou prací při selhávání dechu (postižení plic a hrudníku).
- Ucpání horních dýchacích cest (poranění obličeje, otok jazyka, laryngospasmus).

### Cesty zavedení a terminologie
- orotracheální intubace – jedná se o zavedení pomocí laryngoskopu (přístroj sloužící k pohledu do dýchacích cest) přes ústa, hrtan, hlasivky až do průdušnice

- nazotracheální intubace – jedná se o zavedení endotracheální trubice přes nos, hrtan, hlasivky až do průdušnice.

Opakem intubace je extubace – jedná se vytažení endotracheální trubice.

### Stručný postup orotracheální intubace

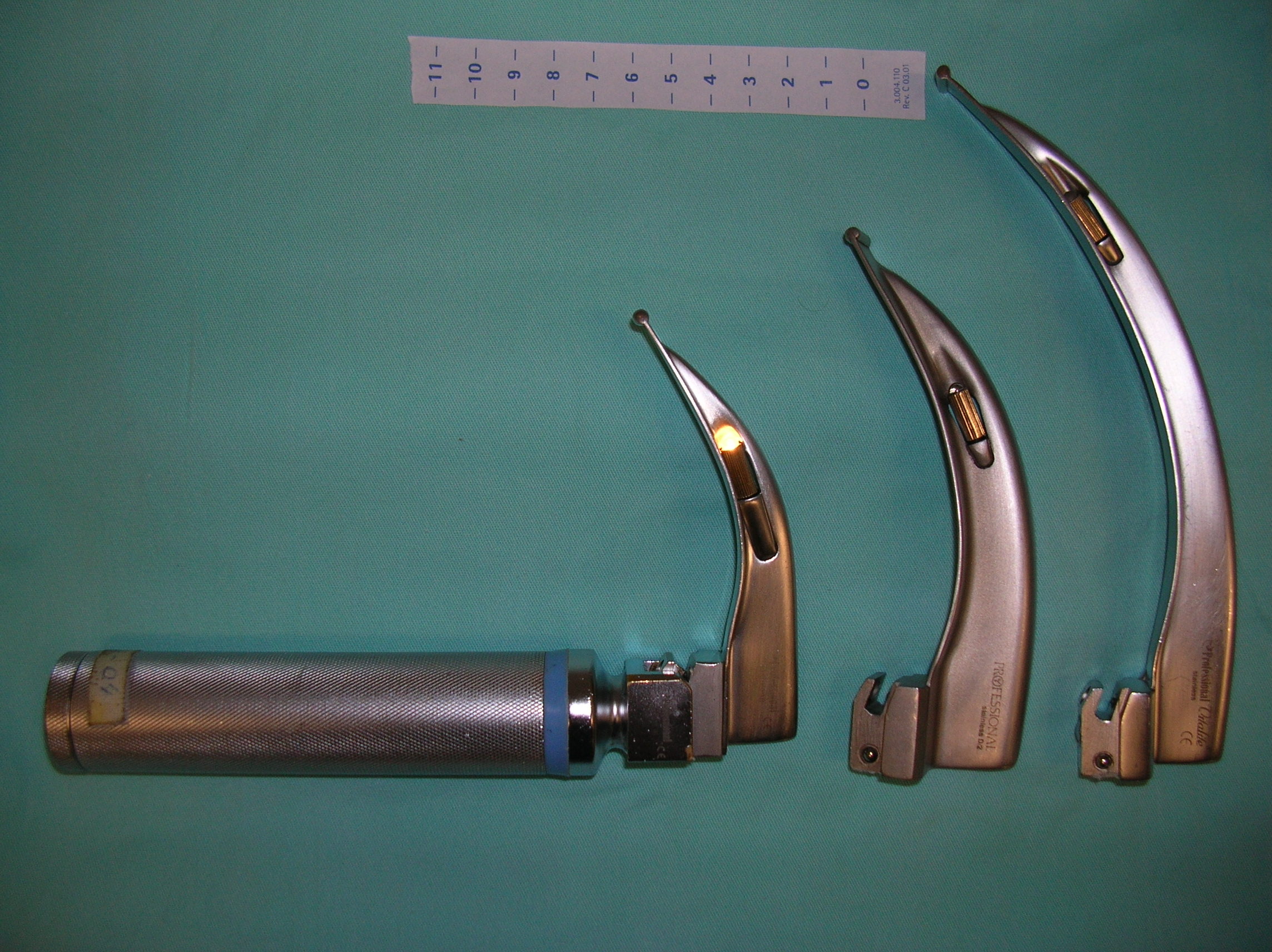
Laryngoskop

- Příprava odsávačky s širokou cévkou, kontrola svítivosti laryngoskopu.
- Preoxygenace (předběžné podání kyslíku).
- Podání anestetik a svalových relaxancií do žíly pacienta.
- Po uvolnění pacientových svalů zavést laryngoskop, zpřehlednit dýchací cesty k hlasivkám.
- Zavést rourku mezi hlasivky, po zavedení fixovat rourku prsty do doby konečného upevnění k obličeji pacienta
- Nafouknout balonek těsnicí manžety
- Ventilace, pečlivá kontrola uložení trojím poslechem, zarosením, kapnometrií.
- Připojení na ventilátor k zahájení umělého dýchání